# سونیک خارپشت (بازی ویدئویی ۸-بیت)
سونیک خارپشت بازی پرشی توسعه‌یافته توسط انشینت می‌باشد که در سال ۱۹۹۱ توسط سگا برای مستر سیستم و گیم گیر منتشر گردید.